# دختر معدنچی زغال‌سنگ
دختر معدنچی زغال سنگ (به انگلیسی: Coal Miner's Daughter) نام فیلمی است در گونهٔ زندگی‌نامه‌ای که در سال ۱۹۸۰ به کارگردانی مایکل اپتد ساخته شد.
سیسی اسپیسک که در این فیلم در نقشِ لرتا لین، خوانندهٔ موسیقی کانتری ظاهر شد، توانست جایزه اسکار بهترین بازیگر نقش اول زن را از آنِ خود کند.